# Bojers Skink
Bojers Skink (Gongylomorphus bojerii) ist eine seltene Skinkart, die auf Mauritius, Round Island und einigen anderen küstennahen Inseln vorkommt. Das Artepitheton ehrt den böhmisch-mauritischen Naturforscher und Botaniker Wenceslas Bojer.

## Merkmale
Bojers Skink erreicht eine Gesamtlänge von 110 Millimetern; davon entfallen auf den Kopf 11 Millimeter, auf den Rumpf 39 Millimeter und auf den Schwanz 60 Millimeter. Die Länge der Vordergliedmaßen beträgt 12 Millimeter und die der Hintergliedmaßen 18 Millimeter. Die Beine sind gut entwickelt. Die Vorder- und Hinterfüße haben je fünf Zehen.
Die Schnauze ist stumpf und ragt kaum über den Rand des Lippenschildes heraus. Die Augen sind moderat. Das untere Augenlid hat eine ungeteilte transparente Scheibe. Der Schlitz der Augenöffnung ist waagerecht. 
Die Oberseite ist bronzeoliv. Der Rücken ist entweder einfarbig oder weist kleine schwarze Flecken auf. Häufig ist eine schwarze Seitenlinie zu erkennen. Rückenseitlich verläuft ein heller Streifen, der am Canthus rostralis beginnt. Die Seiten sind schwarz oder schwarz marmoriert. Die Unterseite ist weißlich. Die Kehle ist gewöhnlich grünlich.

### Beschuppung
Die Obernasenschilde formen eine Mittelnaht. Zwischen den Obernasenschilden und dem ersten Lippenschild befindet sich ein Hinternasenschild. Der Stirnschild ist mehr als doppelt so lang wie der Stirn-Nasen-Zwischenschild, der an jeder Seite vom ersten Überaugenschild ausgerandet wird. Es gibt zwei weit auseinanderliegende Vorderstirnschilde. Die Anzahl der Überaugenschilde beträgt vier; die Anzahl der Augenbrauenschilde sechs oder sieben. Der Zwischenscheitelschild ist etwas breiter als der Scheitelschild, aber schmaler als der Stirnschild. Der fünfte Oberlippenschild stößt mit der Oberkante an das Auge. Um die Körpermitte verlaufen 38 Schuppenreihen.

## Verbreitung
Bojers Skink bewohnt die Mauritius vorgelagerten Inseln Îlot Vacoas, Round Island, Serpent Island, Îlot Gabriel, Pigeon Rock, Flat Island, Gunner’s Quoin, Île aux Aigrettes und die Île de la Passe. Im Black River Gorges National Park auf Mauritius wurde er ausgewildert.

## Status
Vor allem Mangusten, Wolfszahnnattern, und Moschusspitzmäuse haben zum Rückgang des Bojers Skink beigetragen. Dank der Bemühungen der Mauritius Wildlife Foundation konnten die invasiven Beutegreifer aus den einstigen Lebensräumen von Gongylomorphus bojerii beseitigt worden. Zusätzlich wurde das Gerald Durrell Endemic Wildlife Sanctuary im Black River Gorges National Park auf dem Festland von Mauritius eingerichtet, wo durch Erhaltungszucht- und Auswilderungsprogramme der Bestand der Skinke erhöht werden konnte.